# Ljungsgård
Ljungsgård (danska Lyngsgaard) är en del av tätorten Billesholm i Skåne län.
Ljungsgård var ursprungligen en sätesgård som beboddes av Claus Steensen Bille och sedermera hans son Jens Bille. Den senare byggde Billesholms kungsgård i närheten, vilken givit upphov till ortnamnet Billesholm.
1960 hade SCB avgränsat en bebyggelse med 211 invånare som tätort, vilken 1965 växte samman med tätorten Billesholm.